# Hypephyra eutichea
Hypephyra eutichea är en fjärilsart som beskrevs av Louis Beethoven Prout. Hypephyra eutichea ingår i släktet Hypephyra och familjen mätare. Inga underarter finns listade i Catalogue of Life.